# Тохану-Ноу
Тохану-Ноу (рум. Tohanu Nou) — село у повіті Брашов в Румунії. Адміністративно підпорядковане місту Зернешть.
Село розташоване на відстані 135 км на північний захід від Бухареста, 21 км на південний захід від Брашова.

## Населення
За даними перепису населення 2002 року у селі проживали 1411 осіб. Усі жителі села рідною мовою назвали румунську.
Національний склад населення села:
| Національність | Кількість осіб | Відсоток |
| -------------- | -------------- | -------- |
| румуни         | 1405           | 99,6%    |
| угорці         | 5              | 0,4%     |